# グィネヴィア (小惑星)
グィネヴィア (2483 Guinevere) は小惑星帯の外縁部付近に位置する小惑星である。ハイデルベルクでマックス・ヴォルフによって発見された。木星の3分の2の公転周期を持つ点はヒルダ群と同じだが、離心率が大きく遠日点が木星の軌道にかかっている。
アーサー王の王妃、グィネヴィアにちなんで命名された。